# Мачтовый (остров)
Ма́чтовый — остров архипелага Северная Земля. Административно относится к Таймырскому Долгано-Ненецкому району Красноярского края.
Расположен на расстоянии 1,4 километра от юго-восточного окончания острова Комсомолец. Острова разделяет пролив Суровый.
Имеет вытянутую с юго-запада на северо-восток форму длиной 3,1 километра с широкой, до 1,4 километра, южной частью и узкой, 150—400 метров, северной. Территория острова свободна ото льда и покрыта редкими каменистыми россыпями. Большая часть острова пологая, лишь в юго-восточной его части находится скала высотой 100 метров, на вершине которой расположен геодезический пункт. Рек и озёр на острове нет. Глубина прибрежных вод — около 19 метров.

## Топографические карты
- Лист карты U-47-XXXI,XXXII,XXXIII бух. Кренкеля. Масштаб: 1 : 200 000. Состояние местности на 1988 год. Издание 1992 г.